# Mohamed Diouri
Pour les articles homonymes, voir Diouri.
Hajj Mohamed Diouri (1895, Fès-1953, ?) est un nationaliste marocain qui fut notamment l'un des signataires du Manifeste de l'indépendance du 11 janvier 1944.

## Biographie

### Vie familiale
Mohamed Diouri est le père de Moumen Diouri.

### Parcours
Mohamed Diouri naît en 1895 à Fès, dix-sept ans avant le début du protectorat français au Maroc ; ville qu'il quittera pour s'installer à Kénitra. Dans sa ville d'adoption, il exerce en premier lieu comme négociant, puis s'adonne à des activités anticolonialistes.

### Décès
Mohamed Diouri décède en 1953 — donc sans connaître l'indépendance retrouvée du Maroc depuis le milieu du XXe siècle, pour laquelle il s'était battu — par suite des tortures subies lors de sa seconde incarcération. Après l'Indépendance, son nom est donné au boulevard menant à la prison d'Aïn Ali Moumen, située à 8 km de Settat, dans laquelle il avait connu sa première détention peu avant la naissance de son fils Moumen en 1938.
Une fois la colonisation française passée, son fils Moumen deviendra finalement, de fil en aiguille, l'un des plus grands opposants au roi Hassan II (qui décédera treize ans avant lui, en 1999), revendiquant même au prix fort une république pour son pays, inscrit depuis des siècles dans un cadre monarchique.